# خوان خوسيه نافارو غيرا
خوان خوسيه نافارو غيرا (بالإسبانية: Juan José Navarro Guerra)‏ (8 مارس 1991 في إسبانيا - ) هو لاعب كرة قدم إسباني في مركز الوسط. شارك مع منتخب إسبانيا تحت 18 سنة لكرة القدم. أما مع النوادي، فقد لعب مع إشبيلية أتلتيكو ونادي قرطبة وCórdoba CF B ‏ وSevilla FC C ‏.

## وصلات خارجية
- خوان خوسيه نافارو غيرا على موقع قاعدة بيانات كرة القدم.إي يو (الإنجليزية)
- خوان خوسيه نافارو غيرا على موقع Soccerway.com (الإنجليزية)
- خوان خوسيه نافارو غيرا على موقع AS.com (الإسبانية)